# スゴろく
『スゴろく』は、テレビ山梨（UTY）で2020年3月30日より毎週月曜 - 金曜の16:50 - 18:55に生放送されている夕方ワイド番組である。

## 概要
2020年3月まで放送されていた『ウッティタウン6丁目』と『UTYニュースの星』を統合し、同年3月30日に放送開始。「山梨の夕方を熱くする山梨のスゴいがいっぱい6チャンネル」をコンセプトに情報番組＋ニュースというスタイルで番組を伝える。
番組前半（16:50 - 17:50）は『ウッティタウン6丁目』同様、日替わりコーナーと中継、ミニ特集、最新のローカルニュース、全国ニュース『Nスタ』を挟み､番組後半（18:15 - 18:55）は『スゴろくNEWS』として『UTYニュースの星』同様ローカルニュース番組と天気予報が中心の構成になっており、番組内で流れる建造物などの空撮映像の答えを前半の終盤で視聴者が電話で答えるプレゼント企画『スゴろくチャンス ココどこ？ 山梨上から見てみました！』が放送される。
番組構成の関係上『ニュースの星』で行われていた夕方ニュースの深夜の再放送は当番組では実施されず、代わりに『news23』終了後に4分間の『UTYニュース』が2020年3月30日より月～木に新たに設けられる（金曜のみ番組ガイドのため放送なし）。
2021年4月から山梨放送（YBS）の『ててて!TV』が平日夕方の帯番組から金曜19:00からの放送となったため、平日夕方の山梨県内のテレビ局では唯一のローカル情報番組となった。
2024年1月4日より15:50-16:50に『Nスタ』のネット受けを開始した関係で、前半の放送時間が5分短縮の16:50-17:50となる。

## 放送時間
- 月 - 金曜 16:45 - 17:50（前半）、 18:15 - 18:55（後半）（2020年3月30日 - 2023年12月28日）
- 月 - 金曜 16:50 - 17:50（前半）、 18:15 - 18:55（後半）（2024年1月4日 - ）

報道特番や長期休暇中の特別編成などで前半を休止し、ローカルニュース主体の後半『スゴろくNEWS』のみの編成となることがある。

## 出演者
★はUTYアナウンサー（当時含む）。◎は『ウッティタウン6丁目』および『UTYニュースの星』（小嶋優と山崎薫子）より続投。また、『ウッティタウン』にレポーターとして出演していたみなみおばちゃんの縁戚という設定のラジオパーソナリティ・高杉'Jay'二郎が月曜コメンテーターとして出演する。一部出演者は17時台のみ・18時台のみという出演パターンがあり、MCのケンキ・小田切いくみ・青木美菜と一部コメンテーターと一部コーナーレギュラーは17時台のみの出演。特別編成で前半が休止になる日は後半の出演者（ニュース・スポーツ担当のアナウンサー、天気担当の米津龍一）のみで番組を進行する。
メインキャスター(総合司会)
- ケンキ（お笑いタレント、メインMC 2020.3.30 - ）
- 安福太郎★（月MC（2025.07 - ）[7]、中継 2024.10.2 - )
- 森谷美雲★（火・水MC（2025.07 - ）、中継 2025.4.3 - ）
- 小田切いくみ★◎（木・金MC[8] 2020.3.31 - ）

ニュース
- 小嶋優★◎（2020.3.30 - ）
- 西垣友香★◎（2020.3.30 - ）
- 三浦正則★◎（2020.4.1 - ）[9]

中継・コーナー担当
- 黒澤知弘★◎（スポーツ・中継担当、2020.3.30 - ）
- 平山裕子★（ミニ特集・中継担当、2021.4.14 - ）
- 松島直輝★（ミニ特集、2024.10.2 - )

天気予報
- 米津龍一（天気予報士、2020.3.30 - ）

コーナーレギュラー（※2023年4月以降は一部例外を除きVTRのみ出演）
- 矢部太郎◎（お笑いタレント（カラテカ）、火曜前半コメンテーター（ - 2021.3）→水曜前半コメンテーター（2021.10 - ）・リストランテケンキ - 見習い（水）・太郎のやまなしアミーゴス担当（水） 2020.3.31 - ）
- オカダミリ（タレント、木曜前半コメンテーター（2022.4 - 2023.3）・ミリのティータイム→オカダミリのこれってレベチ?（木）担当 2022.4.7 - ）
- 前田一翠（モデル、ISSUI MAEDA やまなしグルメコレクション（金）担当. 2023.4.7 - ）

過去の出演者
- 山崎薫子★◎（金MC・とれたてトレンド・中継担当 2020.3.30 - 2021.3.27）
- 早川亜希子（NPO法人代表、金曜コメンテーター 2020.4.3 - 2021.3.27）
- 奥秋曜子◎（栄養管理士、ごちキッズ（水）担当 2020.4.22 - 2021.3.24）
- 高杉'Jay'二郎（ラジオパーソナリティ他、木曜コメンテーター（2020.4 - 2022.3）月曜コメンテーター（2022.4 - 2023.3) 2020.4.2 - 2023.3.27）
- 樋口しのぶ（人事コンサルタント、火曜コメンテーター 2020.10.6 - 2023.3.28）
- 佐藤文昭（山梨大学・山梨県立大学特任教授、水曜後半コメンテーター 2020.4.1 - 2023.3.29）
- くるみ・ゆあ・けんしん◎（ごちキッズ（水）担当 2020.8.26 - 2023.3）
- 加藤恵美子（野菜ソムリエ、ごちキッズ（水）担当 2021.4.28 - 2023.3）
- 渡邊佳那（医師、木曜後半コメンテーター 2022.4.7 - 2023.3.30）
- 伸太郎（シンガーソングライター、金曜前半コメンテーター 2021.4.9 - 2023.3.31）
- 中川佳治（弁護士、金曜後半隔週コメンテーター 2021.4.2 - 2023.3.31）
- 武田正之（医師・山梨大学医学部附属病院前病院長、金曜後半隔週コメンテーター、 2021.4.9 - 2023.3）
- みほとけ（お笑いタレント、月曜前半コメンテーター・みほとけのぶらり巡礼のススメ（月）担当 2020.3.30 - 2021.3）
- サノケン（大工シンガー、太郎のヒミツ基地（火）担当 2020.3.31 - 2021.3、2023.4 -）
- 八巻佐知子（弁護士、月曜コメンテーター 2020.3.30 - 2022.3）
- 小林雅英 （元プロ野球選手・野球解説者、月曜月一コメンテーター 2020.6.29 - 2021.3）
- 前村里菜◎（フリーアナウンサー（父親が同局の元アナウンサー）。HP上での記載はリポーターで。ミニ特集・中継担当 2020.3.30 - 2023.3.31）
- 青木美菜★◎（2021.4.2 - 2022.4.1までは金MC。2022.4.4 - 2024.9.30まで月-水MC。2024.10.05 - 2025.3.30まで月・火MC。）
- 北川原志於（信越放送アナウンサー、今日のちょい旅 信州・善光寺へ 2022.4.14）[10]
- Kuro (女優)（女優・タレント・動画配信者、スゴろく富士山部 富士急ハイランド特集リポーター 2023.8.1）[11]

- 前半の曜日別特集コーナー

2024年10月時点。
毎日
- スゴろくチャンス　ココどこ?山梨上から見てみました!
- 中継
- ミニ特集
- スゴろくウェザー

月曜日
- 週刊中年KENKI（JR身延線（甲府駅）→JR中央本線（小淵沢駅）→山梨交通（甲府駅南口）のバス路線をサイコロ降って、出た目数分先の駅で名所名物探しする企画など。中央本線編のみ、別途トランプ風のカードくじで引いた数字分の数も探す。先述の（）内駅がスタート地点。）

火曜日
- スゴろく富士山部

水曜日
- 安福太郎の踊る大捜査線（注目の口コミ情報について企業や団体・個人等を深堀りする。コーナーOPでは安福が得意のキレッキレのダンスを披露するのがお約束）
- 太郎のやまなしアミーゴス

木曜日
- これってレベチ?
- オタケンエンタメ部
- ごちキッズ（最終木曜日）

前番組「ウッティタウン6丁目」より継続のコーナー。
金曜日
- ISSUI MAEDA やまなしグルメコレクション
- やっぱコレじゃんね!やまなし（最終金曜日）

過去のコーナー
- 「みほとけのぶらり巡礼のススメ」（月）
- 「ケンキの行ってみるじゃんケ」（月）
- 「太郎のヒミツ基地」（火）
- 「太郎の○○と僕」（○○にはその日のテーマが入る、火）
- 「じゃんぶるレシピ」（水）
- 「木曜山梨」（木）
- 「しあわせ食堂」（金）
- 「しあわせレストラン物語」（月）
- 「リストランテケンキ」（水）
- 「ミリのティータイム」（木）
- 「ちょい旅」（木）
- 「あなたにロックオン」
- 「食の奏」
- ぷらっと（金）

甲府駅南口からの中継コーナー。
- 「伸太郎のうたメシ」

## 関連番組
- 『スゴろく反省会』（月曜 9:55 - 10:25、2021年7月5日 - 2023年3月27日）
- 『スゴろく青ケンキ印』（金曜 10:55 - 11:30、2024年4月5日 - ）

## その他
- 2021年4月24日放送のTBSテレビ系ドラマ『ドラゴン桜』第2シリーズの第1話にてスゴろく本編の映像が一部使用されている[12]。
- 2024年11月26日の放送回にてTBSテレビ『ニンゲン観察バラエティ モニタリング』新春特番（2025年1月3日放送）のドッキリ企画で山梨の陶芸家に扮した歌手の石井竜也が中継先から生出演した[13]。